# Henry Middleton (Politiker, 1717)

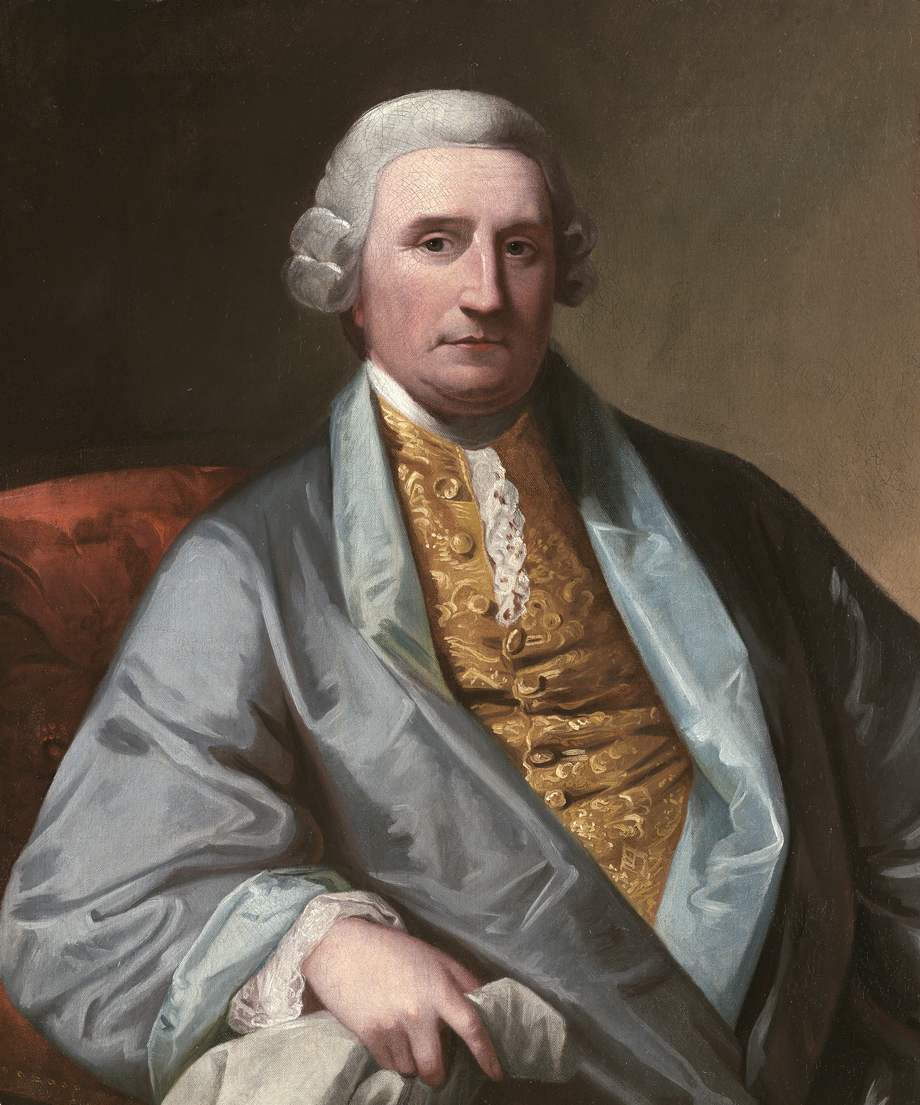
Henry Middleton, Ölgemälde von Benjamin West

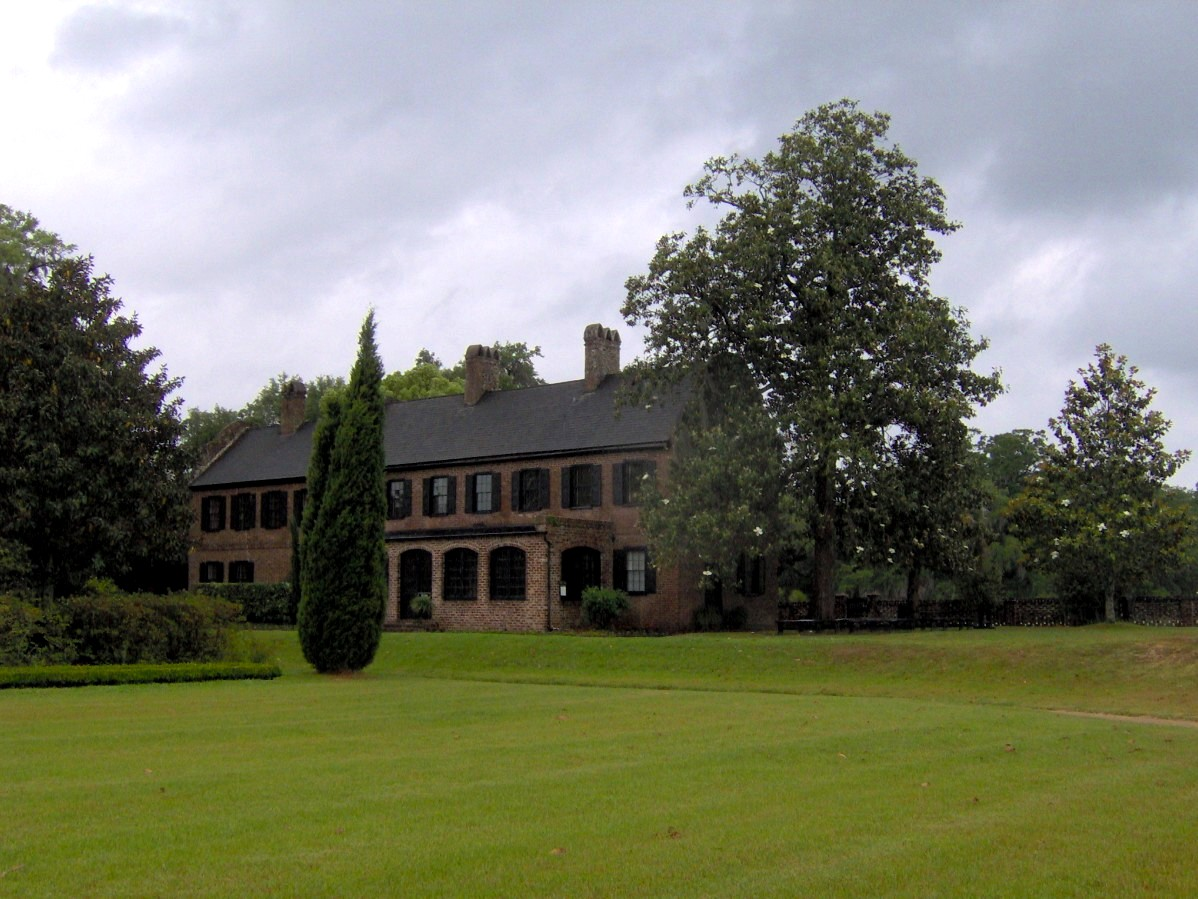
Der noch erhaltene Südflügel des von Henry Middleton im 18. Jahrhundert erbauten Hauses

Henry Middleton (* 1717 bei “The Oaks” bei Charleston, Province of South Carolina; † 13. Juni 1784 ebenda) war ein britisch-amerikanischer Politiker und Pflanzer. Er wurde im Oktober 1774 der zweite Präsident des Kontinentalkongresses.

## Leben
Der Vater von Henry Middleton war Arthur Middleton (1681–1737), der von 1725 bis 1730 amtierende Gouverneur (Acting Governor) von South Carolina. Henry Middleton erhielt Privatunterricht und besuchte auch in England die Schule. Middleton war Pflanzer, ihm gehörten umfangreiche Ländereien in den Countys Berkeley, Colleton, und Granville, er lebte  dort auf seinen Anwesen “The Oaks” und “Middleton Place”.
Henry Middleton war von 1742 bis 1780 zum Friedensrichter (Justice of the peace and quorum) bestellt und gehörte von 1742 bis 1755 dem Unterhaus des Provinziallandtages (Provincial House of Commons) an, von 1745 bis 1747 sowie in den Jahren 1754 und 1755 fungierte er als dessen Sprecher. 1743 war er für die Versorgung der lokalen Streitkräfte mit Pferden zuständig (Commissioned Officer of horse of the provincial forces) und 1755 war er Beauftragter für Indianerfragen (Commissioner of Indian affairs). Von 1755 bis zum September 1770 gehörte er dem King’s Provincial Council an, 1774 der Provinzversammlung (Provincial convention).
Henry Middleton war von 1774 bis 1775 Delegierter auf dem Kontinentalkongress und leitete als Präsident den Konvent vom 22. Oktober 1774 bis zum 10. Mai 1775 während der Abwesenheit von Peyton Randolph, der seine Aufgabe erst am 10. Mai 1775 wieder übernehmen konnte. Zur Vorbereitung auf die zu erwartenden Auseinandersetzungen mit den Briten gab er seine Position im Konvent zugunsten seines Sohnes Arthur Middleton auf, der später zu den Unterzeichnern der Amerikanischen Unabhängigkeitserklärung gehören sollte. In den Jahren 1775 und 1776 gehörte er dem für Sicherheitsfragen zuständigen Council of Safety an, im gleichen Zeitraum daneben auch dem Provinzialkongress von South Carolina (Provincial Congress of South Carolina). 1776 gehörte er zu einem Ausschuss, der die Aufgaben und Gliederung einer  zukünftigen Regierung ausarbeiten sollte (Committee to prepare a form of government). Während der Übergangsregierung von 1776 bis 1778 gehörte er der gesetzgebenden Versammlung (Legislative Council) an, von 1778 bis 1780 dem Senat von South Carolina.
Sein Enkel trug ebenfalls den Namen Henry Middleton und war später Abgeordneter, Gouverneur von South Carolina, Senator und Botschafter in Russland.
Einige seiner Kinder heirateten Personen, die in der Geschichte South Carolinas wichtige Funktionen ausübten, so heiratete Henrietta den späteren Gouverneur Edward Rutledge, Mary Polly den Abgeordneten Pierce Butler, Sarah wurde die erste Frau von Charles Cotesworth Pinckney und Hester heiratete den Vizegouverneur Charles Drayton.
Henry Middleton starb am 13. Juni 1784 in Charleston, South Carolina, und wurde auf dem Goosecreek Churchyard, St. James Parish, Berkeley County in South Carolina beigesetzt.